# Włodzimierz Kurek
Włodzimierz Kurek – polski geograf, dr hab. nauk przyrodniczych, profesor nadzwyczajny Instytutu Geografii i Gospodarki Przestrzennej Wydziału Geografii i Geologii Uniwersytetu Jagiellońskiego, Szkoły Wyższej im. Bogdana Jańskiego w Warszawie i Katedry Turystyki i Rekreacji Wydziału Turystyki i Nauk o Zdrowiu Wyższej Szkoły Informatyki i Zarządzania w Rzeszowie.

## Życiorys
Obronił pracę doktorską, 1 stycznia 1992 habilitował się na podstawie pracy zatytułowanej Wpływ turystyki na przemiany społeczno-ekonomiczne obszarów wiejskich polskich Karpat. 17 maja 2006 nadano mu tytuł profesora w zakresie nauk o Ziemi. Był profesorem nadzwyczajnym Instytutu Geografii i Gospodarki Przestrzennej Wydziału Geografii i Geologii Uniwersytetu Jagiellońskiego, Szkoły Wyższej im. Bogdana Jańskiego w Warszawie i Katedry Turystyki i Rekreacji Wydziału Turystyki i Nauk o Zdrowiu Wyższej Szkoły Informatyki i Zarządzania w Rzeszowie.
Został zatrudniony na stanowisku profesora zwyczajnego w Katedrze Geografii na Wydziale Turystyki i Nauk o Zdrowiu Wyższej Szkole Informatyki i Zarządzania w Rzeszowie.
Jest członkiem Komisji Geograficznej na IV Wydziale Przyrodniczym Polskiej Akademii Umiejętności.